# Teruhisa Matsusaka
Teruhisa Matsusaka (松阪 輝久, Matsusaka Teruhisa) (5 de abril de 1926 – 4 de março de 2006) foi um matemático estadunidense nascido no Japão, especialista em geometria algébrica.
Matsusaka foi palestrante convidado do Congresso Internacional de Matemáticos em Edimburgo (1958), eleito membro da Academia de Artes e Ciências dos Estados Unidos em 1966.

## Publicações selecionadas
- Matsusaka, Teruhisa (1952). «On the algebraic construction of the Picard variety». Proc. Japan Acad. 28 (1): 5–8. MR 48858. doi:10.3792/pja/1195571116
- Matsusaka, Teruhisa (1956). «Polarized varieties, the field of moduli and generalized Kummer varieties of abelian varieties». Proc. Japan Acad. 32 (6): 367–372. MR 0079815. doi:10.3792/pja/1195525333
- «On a characterization of a Jacobian variety». Mem. College Sci. Univ. Kyoto Ser. A Math. 32 (1): 1–19. 1959. MR 108497
- Theory of Q-varieties. vol. 8. [S.l.]: Mathematical society of Japan. 1964; 158 pp.
- Matsusaka, T. (1972). «Polarized varieties with a given Hilbert polynomial». American Journal of Mathematics. 94 (4): 1027–1077. JSTOR 2373563. doi:10.2307/2373563
- Matsusaka, T. (1974). «Global deformation of polarized varieties». Bull. Amer. Math. Soc. 80 (1): 1–7. MR 0364246. doi:10.1090/s0002-9904-1974-13340-9